# 朱尔·谢雷美术博物馆
朱尔·谢雷美术博物馆（法語：Musée des Beaux-Arts Jules Chéret）是位於法國南部尼斯市中心的美術博物館。 该館曾經藏有藝術名畫:
- 印象派大師莫內的《迪耶普附近的海邊峭壁》
- 印象派名家阿尔弗雷德·西斯莱的《莫瑞的白楊木巷道》
- 巴洛克時期老彼得·布呂赫爾的《水的寓言》及 《土的寓言》

## 相關
- 蔚藍海岸
- 巴伯羅·畢卡索
- 讓-巴蒂斯·卡爾波
- 弗朗索瓦·呂德
- 奧古斯特·羅丹